# Colletes utilis
Colletes utilis är en biart som beskrevs av Cockerell 1897. Colletes utilis ingår i släktet sidenbin, och familjen korttungebin. Inga underarter finns listade i Catalogue of Life.